# Kirsten Emmelmann
Pour les articles homonymes, voir Emmelmann.
Kirsten Emmelmann, née Siemon le 19 avril 1961 à Warnemünde, est une athlète est-allemande spécialiste du sprint. Elle faisait partie des meilleures mondiales sur 400 m dans les années 1980.
Elle connut ses plus grands succès avec le relais 4 × 400 m de la République démocratique allemande : le titre mondial en 1987 et le bronze olympique en 1988. Individuellement, elle remporta une médaille de bronze aux Championnats du monde de 1987.

## Palmarès

### Jeux olympiques
- 1988 à Séoul ( Corée du Sud)
  - éliminée en demi-finale sur 400 m
  -  Médaille de bronze en relais 4 × 400 m

### Championnats du monde d'athlétisme
- 1987 à Rome ( Italie)
  -  Médaille de bronze sur 400 m
  -  Médaille d'ore en relais 4 × 400 m

### Championnats d'Europe d'athlétisme
- 1982 à Athènes ( Grèce)
  -  Médaille d'or en relais 4 × 400 m
- 1986 à Stuttgart ( Allemagne de l'Ouest)
  - 4e sur 400 m
  -  Médaille d'or en relais 4 × 400 m

### Championnats d'Europe d'athlétisme en salle
- 1985 à Le Pirée ( Grèce)
  -  Médaille d'argent sur 200 m
- 1986 à Madrid ( Espagne)
  -  Médaille de bronze sur 200 m
- 1987 à Liévin ( France)
  -  Médaille d'or sur 200 m